# Рейд на Кіркенес та Петсамо
Рейд на Кіркенес та Петсамо або операція «EF» (англ. Operation EF) — військова операція британського Королівського флоту із завдання авіаційного удару силами палубної авіації Повітряних сил флоту Великої Британії з авіаносців «Вікторіос» і «Ф'юріос» по цілях в окупованому німцями норвезькому порту Кіркенес та фінському порту Ліїнахамарі в Петсамо.
Британські Воєнний офіс і Адміралтейство натиснули на командувача Домашнього Флоту адмірала Джона «Джека» Тові, примусивши його провести рейд на визначені об'єкти на півночі Норвегії та у Фінляндії, попри застереження адмірала щодо того, що перспективи успіху не співмірні з ризиками. Операція замислювалася як раптовий і несподіваний для німців удар по їхній інфраструктурі та суднах, але зважаючи на опівнічне сонце в той час року було малоймовірним, що рейдерські сили британців залишаться невиявленими.
Отже з початку операції німці виявили сили британського З'єднання «P», тому ніякого сюрпризу для них це не становило. У рейді на Кіркенес з незначними результатами британці втратили одинадцять винищувачів «Альбакор» та два винищувачі «Фулмар», яких збили німецькі винищувачі. Авіація Люфтваффе зазнала втрату двох своїх літаків.
Ударна група, що атакувала Петсамо, зіткнулася з меншим опором, але також зазнала втрату трьох літаків, збитих під час атаки. Німецьким об'єктам був завданий незначний збиток, який абсолютно не відповідав масштабам рейду.

## Історія

### Передумови
На початку вересня 1940 року Німеччина та Фінляндія підписали транзитну угоду щодо перевезення персоналу Люфтваффе транзитом через Фінляндію до Кіркенеса на півночі Норвегії, незважаючи на те, що з квітня 1940 року аналогічна угода діяла зі Швецією. В Директиві 21 за підписом Гітлера, розпорядчому документі, за яким розроблявся план операції «Барбаросса», Мурманськ, стратегічно важливий радянський морський порт в Арктиці, повинен був бути захоплений і відрізаний від 1350-км залізниці Мурманськ — Ленінград, що з'єднувала його з центральною Росією. Наступ німецьких військ мав за мету випередити Червону армію та позбавити її можливості здійснити маневр силами та атакувати шахти залізної руди на півночі Швеції та нікелеві шахти навколо Печенги, лише за 100 км від Мурманська. Повітряна розвідка Люфтваффе виявила значний гарнізон радянських військ у Мурманську та відмінні залізничні станції та портові споруди.
3 лютого 1941 року німецька армія «Норвегія» отримала оперативну директиву на проведення майбутньої кампанії, в якій пріоритетом визначалася оборона північної Норвегії. Гірський корпус «Норвегія» мав діяти на півночі Фінляндії, захищаючи стратегічно важливий регіон Петсамо в операції «Реннтір», поки Фінляндія не вступила у війну.
22 червня 1941 року почалося німецьке вторгнення до Радянського Союзу, розпочалася німецько-радянська війна. 22 червня німецький корпус «Норвегія», без будь-яких перешкод, провів операцію «Реннтір». Зранку 25 червня 1941 року радянська авіація завдала масованих бомбових ударів по аеродромах, містах та селищах нейтральної Фінляндії. Бомбардуванню піддались Гельсінкі, Турку, Лахті. Усі удари завдавалися по південній та центральній частині країні. У північній частині, де реально зосереджувались війська вермахту, авіація Червоної армії не діяла. 29 червня 1941 року німецькі гірські стрільці за підтримки фінських прикордонників почали операцію «Платинфукс», наступ німецьких військ на Мурманську залізницю, яка була частиною спільної наступальної операції, «Зільберфукс», німецьких та фінських військ у Лапландії.
У липні 1941 року німецькі Крігсмаріне почали дії в арктичних водах на підтримку сухопутного угруповання вермахту. Німецькі підводні човни U-81 та U-652 розпочали операції біля входу в Кольську затоку, а п'ять есмінців перейшли до Кіркенесу, де приєдналися до навчального корабля «Бремзе» та інших суден.
До вторгнення гітлерівської Німеччини до Радянського Союзу британський Домашній Флот в основному зосереджував свої основні зусилля на виходах до Північного моря з Норвегії в Гренландію. Після 22 червня 1941 року сфера інтересів британського флоту змістилася на північ, від Норвегії до Арктики. Радянське керівництво почало впливати на британців, підбурюючи їх здійснити напад на морські комунікації нацистів з Петсамо та Кіркенеса. Уряди Лондона та Вашингтону усвідомлювали важливість Мурманська як ключового порту для постачання військових матеріалів союзників своєму союзникові, СРСР. Британське адміралтейство, скоріше з політичних, ніж стратегічних міркувань, натиснуло на адмірала Джона Тові, натякаючи на необхідність застосування морської авіації з авіаносців «Фьюріос» і «Вікторіос» в операціях проти флотів країн Осі, що активізували свої дії на півночі Норвегії та у Фінляндії. Тові висловив свої побоювання щодо доцільності цієї операції. Зважаючи на умови полярного дня, коли сонце у північних широтах Норвегії не заходить за обрій приблизно з 14 травня по 29 липня, проведення також операції становитиме значний ризик для авіаносців, які змушені будуть діяти надто близько до аеродромів Люфтваффе. Але Адміралтейство наказало Тові провести операцію EF силами З'єднання «P».

### Вихід британського флоту
23 липня 1941 року британське З'єднання «P» під командуванням контрадмірала Фредеріка Вейк-Волкера на флагмані, важкому крейсері «Девоншир», вийшло зі Скапа-Флоу. З'єднання включало два авіаносці «Фьюріос» і «Вікторіос», на борту яких перебувало близько 100 літаків палубної авіації, два важкі крейсери «Девоншир» і «Саффолк» та 6 есмінців супроводження: «Ескапада», «Антілоуп», «Ектів», «Акейтіз», «Інтрепід» і «Ентоні». 25 липня угруповання дісталося Сейдісфіордюра на сході Ісландії, де бойові кораблі дозаправились і відплили наступного дня до Норвегії. 25 липня «Акейтіз» наразився на британську морські міну біля берегів Ісландії, унаслідок чого втратив носову частину, тому «Ентоні» відбуксирував пошкоджений есмінець назад на базу. Їх замінили відповідно «Інглефілд» та «Ікарус».
Льотні екіпажи «Вікторіоса» отримали бойове завдання атакувати Кіркенес, а екіпажи «Фьюріоса» Петсамо відповідно. Якщо в портах не буде достойних цілей, пілоти «Вікторіоса» мали атакувати завод залізної руди, а «Фьюріоса» — резервуари для зберігання нафти. У ніч з 26 на 27 липня З'єднання «P» взяла курс на вихідний район для атаки, приблизно за 80 миль на північний схід від Кіркенеса, і прибула через три дні. Цей район був у радіусі досяжності наземних літаків Люфтваффе, до того ж над визначеними районами для нападу небо було переважно чистим, що з огляду на німецьку систему ППО навколо цілей додавало зайвого ризику для британських льотчиків. Незадовго до того, як літаки почали злітати з палуб авіаносців, був помічений німецький розвідувальний літак He 111, який зірвав спробу скористатися фактором несподіванки. Але бойові літаки піднялися в небо та взяли курс на визначені цілі, «Сі Гаррікейни» залишилися патрулювати навколо бойового ордера, охороняючи кораблі.

### Атака на Кіркенес
З «Вікторіоса» піднялися дві групи, що складалися з 12 «Альбакорів» 827-ї морської ескадрильї, 8 літаків 828-ї морської ескадрильї та 9 «Фулмарів» 809-ї ескадрильї. Екіпажі 827-ї ескадрильї повинні були атакувати кораблі поблизу башти Кіркенес і в Лангфіорді, вісім літаків 828-ї ескадрильї атакували цілі на Голменграа-фіорді та якірну стоянку східніше острова Реной. Британські літаки летіли з боку сонця на малій висоті, щоб уникнути радарів, але пролетіли понад німецьким госпітальним судном, втративши ефект раптовості. З наближенням до берегової лінії німецькі засоби ППО відкрили по них вогонь. Незабаром в норвезькому небі з'явилися тринадцять винищувачів Messerschmitt Bf 109 і Bf 110, які супроводжували дев'ять пікірувальних бомбардувальників Ju 87 («Штука»), що поверталися після нальоту.
В гавані Кіркенеса стояли навчальний корабель Крігсмаріне та два середні вантажні судна, на яких було здійснено напад. «Фулмари» намагалися відволікти німецькі винищувачі від «Альбакорів» і ціною двох втрачених у сутичці британських винищувачів збили один Bf 110. Британські торпедоносці, намагаючись ухилитися від зенітного вогню противника, скинули на цілі торпеди, що потопили одне судно (2032 т), спричинили пожежу на іншому і завдали незначного збитку портовим спорудам. «Альбакори», користуючись перевагою у швидкості, спробували відірватися від німців, утім 11 з них були уражені вогнем німецьких винищувачів. У зіткненні в небі британці записали на свій рахунок тільки один винищувач і один бомбардувальник Люфтваффе.

### Атака на Петсамо
З авіаносця «Фьюріос» злетіло дев'ять торпедоносців «Сордфіш» 812-ї морської ескадрильї та дев'ять «Альбакорів» 817-ї ескадрильї для нальоту на Петсамо. Один «Фулмар» через несправність двигуна був втрачений, а решта атакувала гавань, в якій майже нікого не було, за винятком зенітних гармат. Літаки скинули свої торпеди проти невеликого корабля і причалів, але вони були дерев'яними і їх легко було замінити. Бомбардувальники «Фулмар» 800-ї ескадрильї атакували суднобудівний завод і резервуари для зберігання нафти, але це мало незначний ефект. Британські літаки були перехоплені винищувачами Bf 109; «Альбакор» і «Фулмар» були збиті.

### Підсумки
До вечора вцілілі літаки приземлилися на свої авіаносці і З'єднання «P» розпочало подорож назад до Скапа-Флоу. 31 липня німецький летючий човен Dornier Do 18 почав переслідування противника, але два «Сі Гаррікейни» збили його.
У 2005 році військовий історик Рон Маккей назвав рейд «некваліфікованою катастрофою»; дванадцять «Альбакорів» і чотири «Фулмарів» були втрачені, дев'ять людей загинули і 27 потрапили в полон. Уразливість літаків «Альбакор» і «Фулмар» від сучасних винищувачів була значною, але «Сордфіш» уникнув втрат, можливо, тому, що наліт на Петсамо зустрів менше протидії, ніж у Кіркенесі.